# Orheiu Bistriței, Bistrița-Năsăud
Orheiu Bistriței mai demult Orheiu, Oarheiu (în dialectul săsesc Burichhaln , în germană Burghalle, Burgelau, Burgberg, în maghiară Óvárhely, Várhely) este un sat în comuna Cetate din județul Bistrița-Năsăud, Transilvania, România.

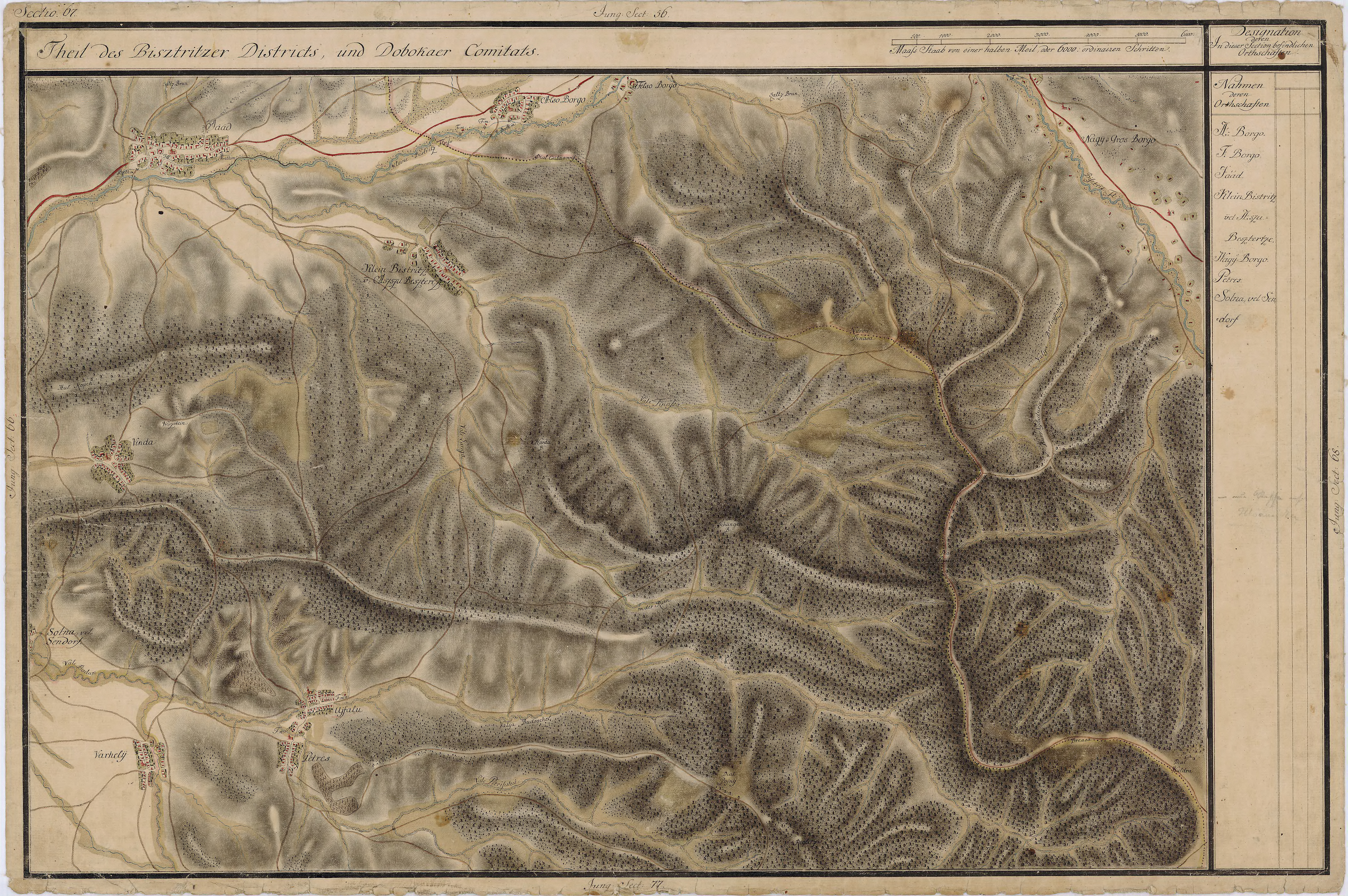
Orheiu Bistriţei în Harta Iosefină a Transilvaniei, 1769-73

## Istoric
Ruinele castrului roman datează din secolele II-III. Impresionează prin dimensiunile sale încă mari. Aici se găsea garnizoana Cohors I Hispanorum milliaria și o așezare civilă romană.

## Obiective turistice
- Rezervația naturală “Poiana cu narcise pe de Șesul Văii Budacului” (6 ha).

## Imagini

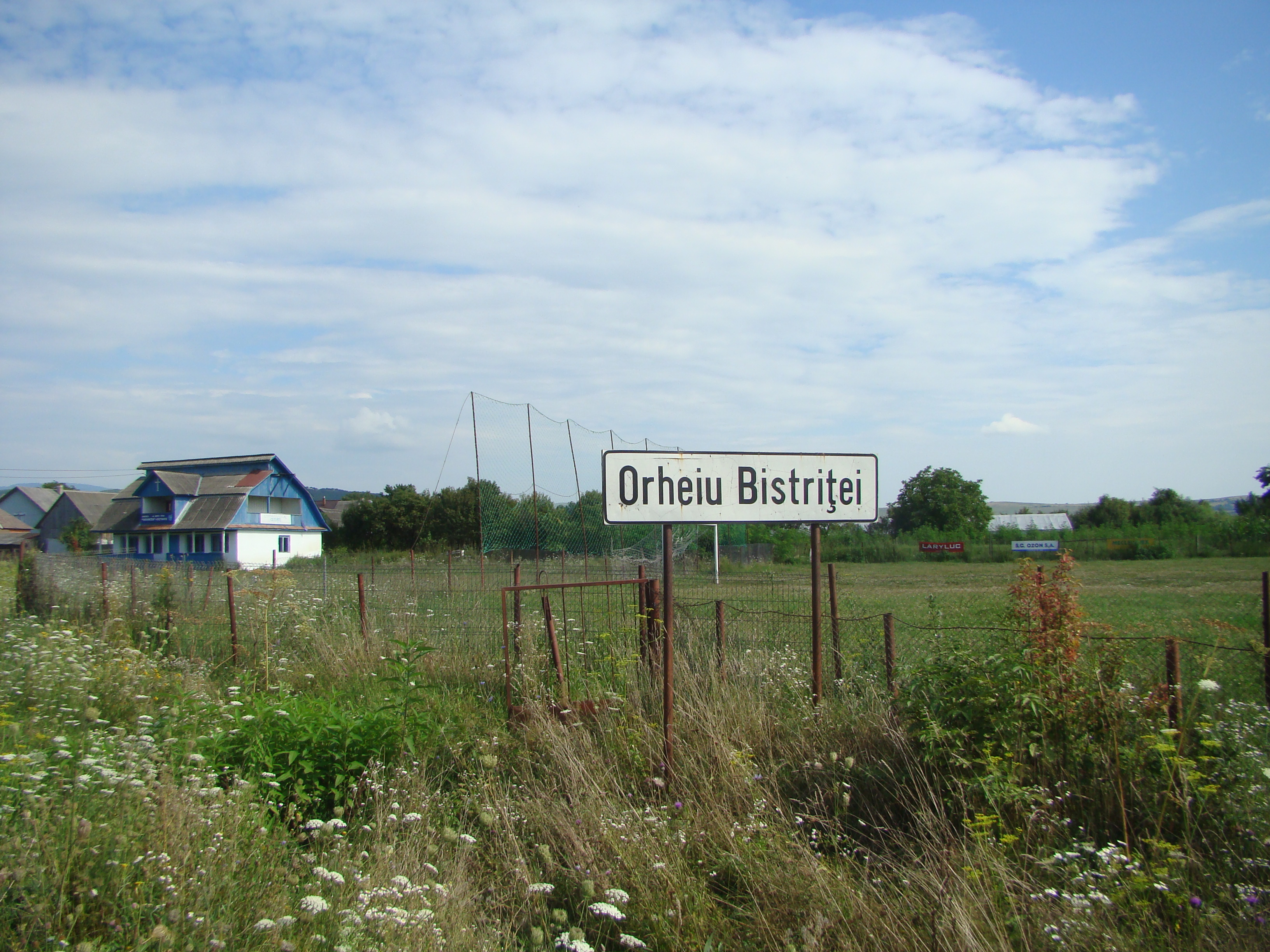
Intrarea în localitate
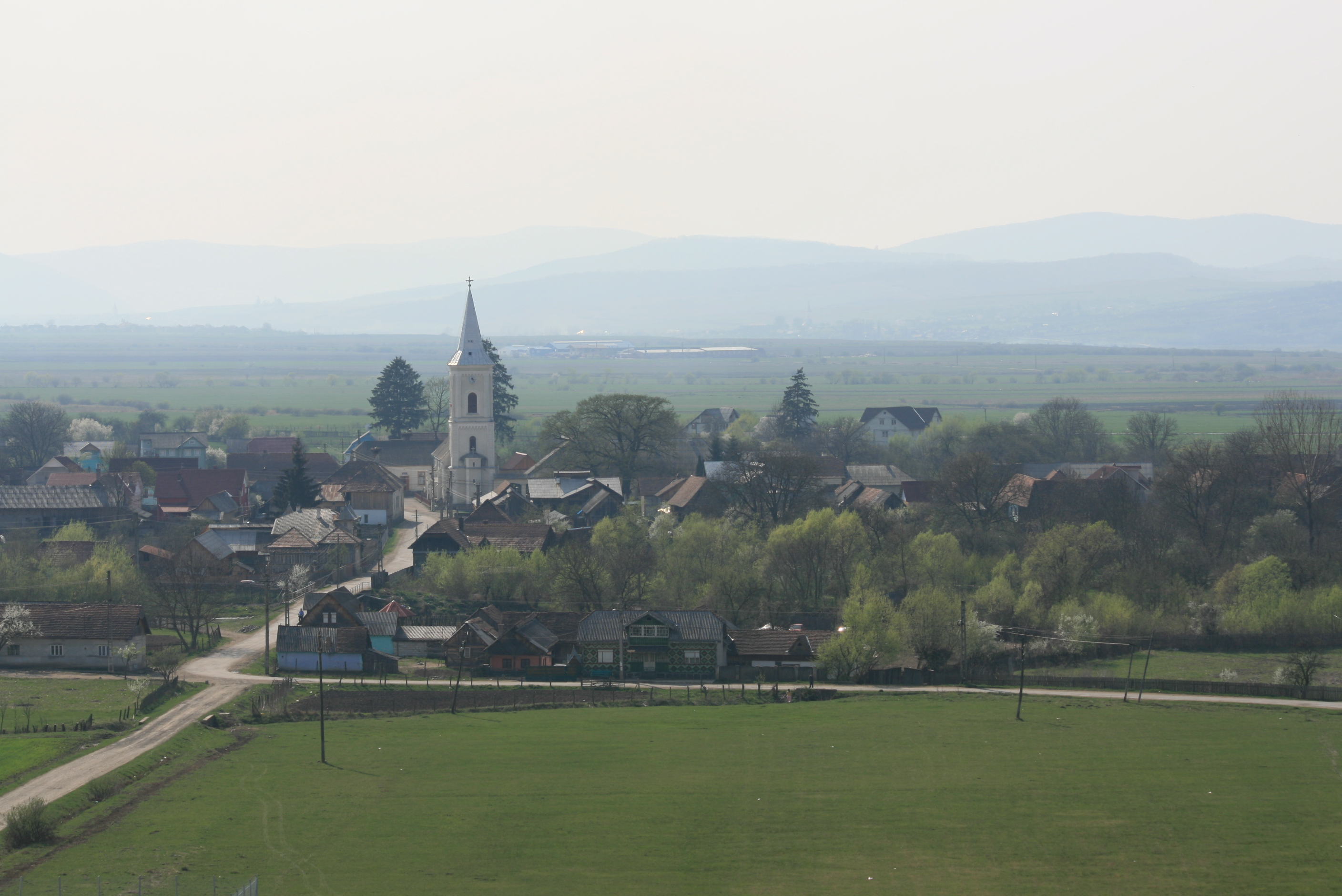
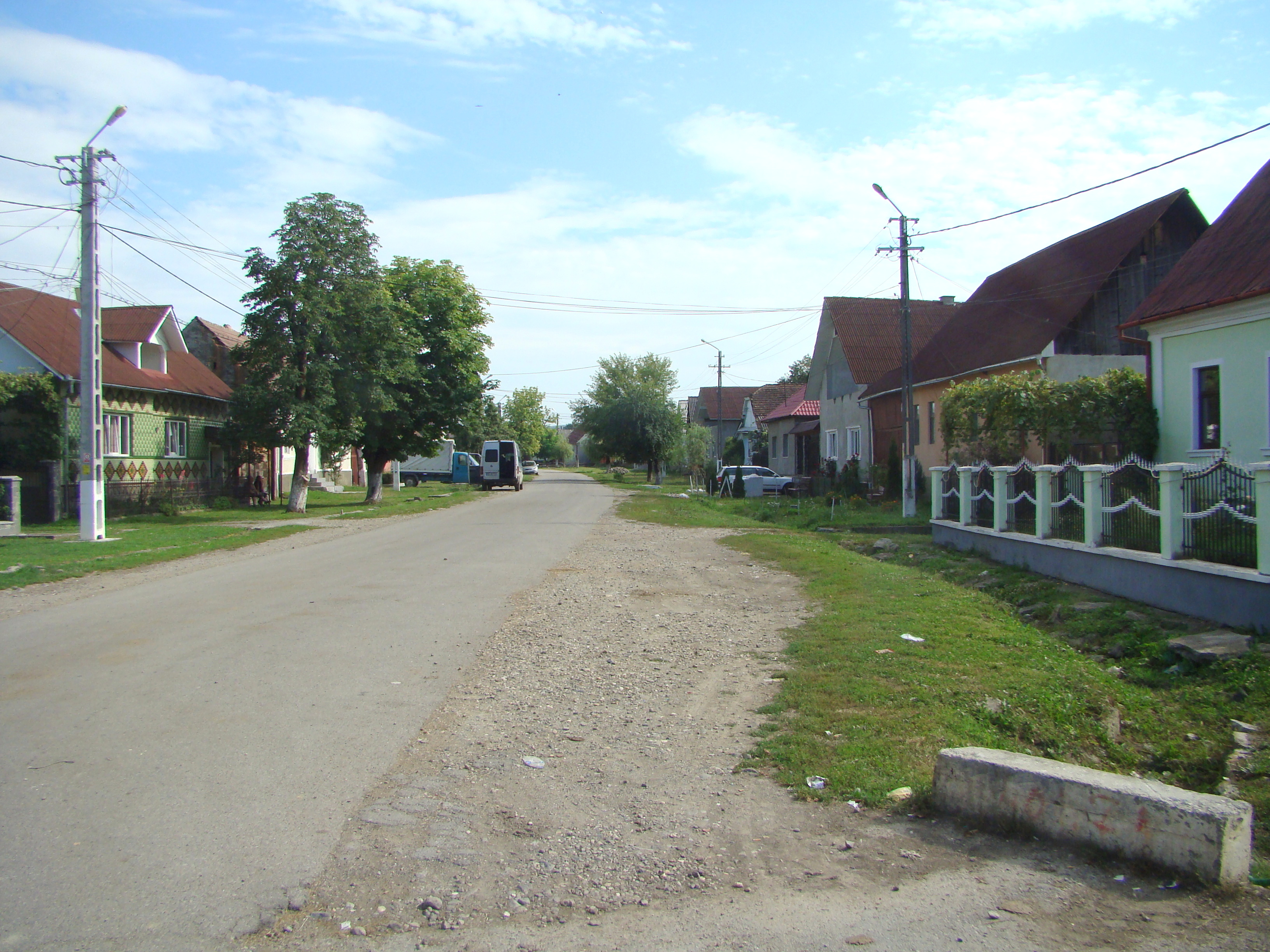
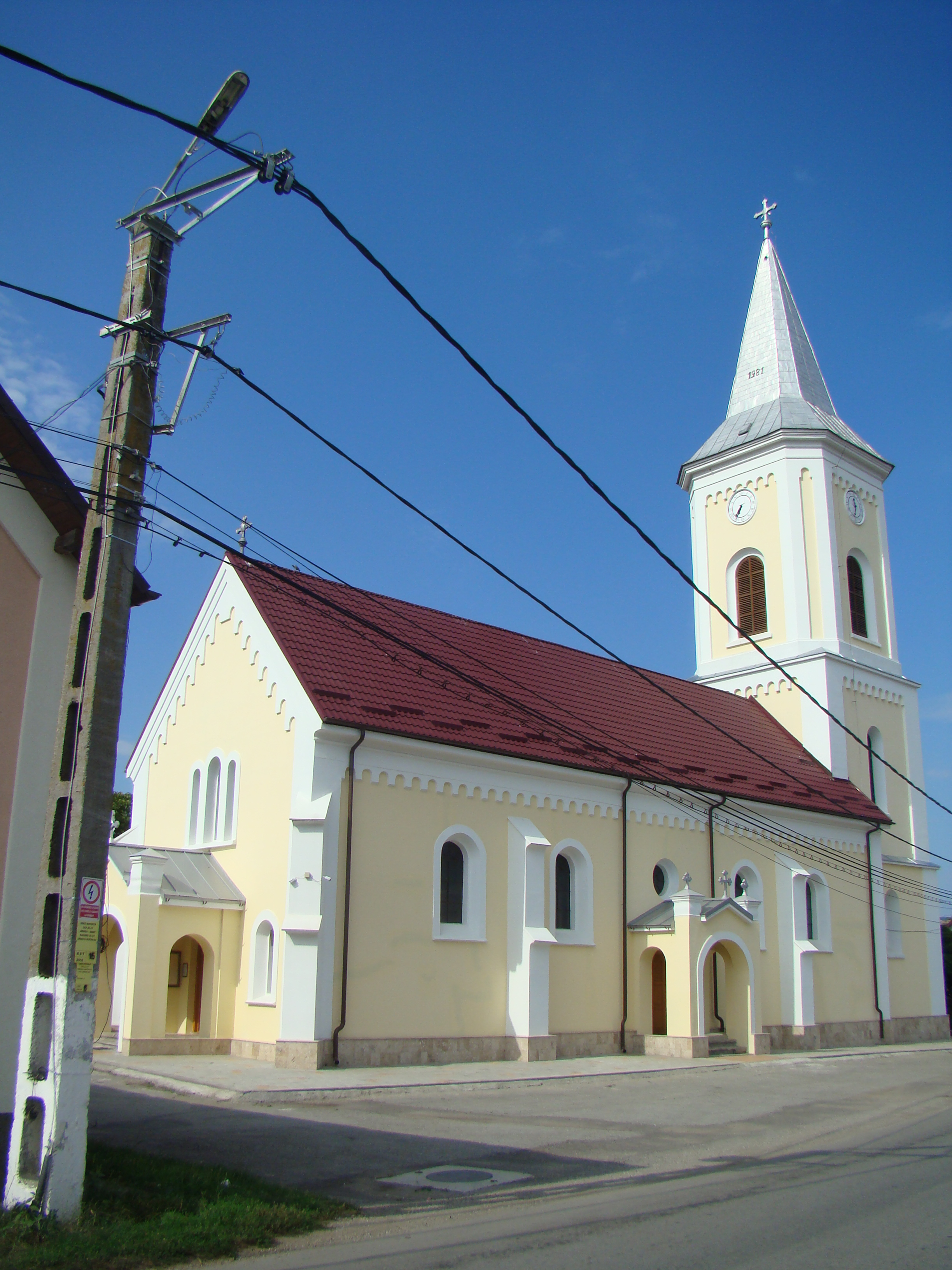
Biserica (1884)
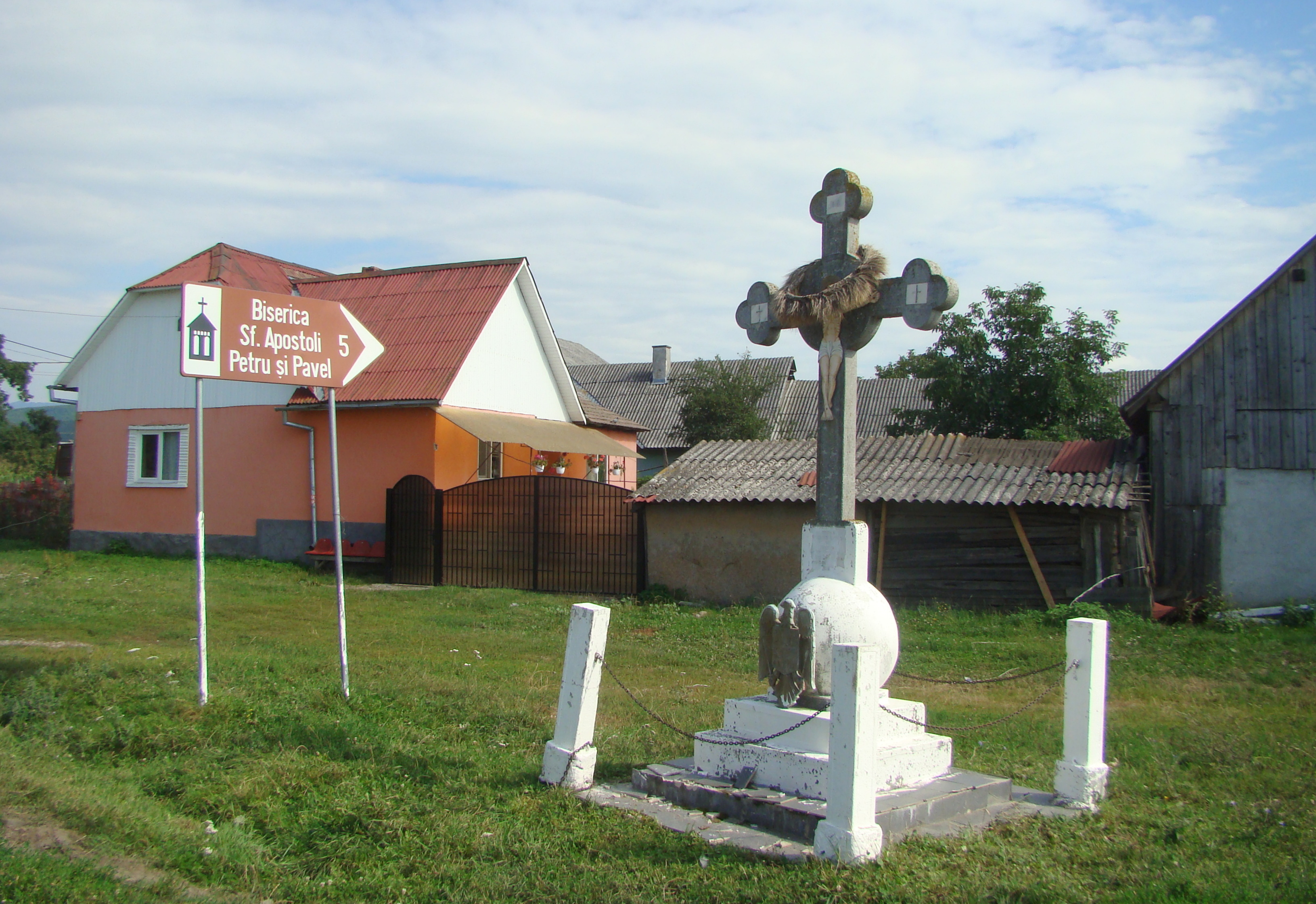